# Daniel Moldovan
Daniel Moldovan (17 februari 1971), is een Roemeense schaker met een FIDE-rating van 2445 in 2006 en 2426 in 2016. Hij is, sinds 1992, een internationaal meester. 
Van 25 nov. t/m 6 dec. 2005 speelde hij mee in het toernooi om het kampioenschap van Roemenië dat in Baile Tusnad verspeeld werd. Alin Berescu eindigde met 8 punten uit 11 ronden op de eerste plaats en Moldovan werd tweede met 7.5 punt.
Moldovan is ook actief als bridge-speler.